# Condado de Charlotte (Virginia)
El condado de Charlotte (en inglés: Charlotte County) es un condado en el estado estadounidense de Virginia. En el censo de 2000 el condado tenía una población de 12.472 habitantes. La sede del condado es Charlotte Court House. El condado fue formado en 1764 a partir de una porción del condado de Lunenburg. Fue nombrado en honor a Carlota de Mecklemburgo-Strelitz (Charlotte of Mecklenburg-Strelitz en inglés), reina consorte de Jorge III del Reino Unido.

## Geografía
Según la Oficina del Censo, el condado tiene un área total de 1.237 km² (477 sq mi), de la cual 1.230 km² (475 sq mi) es tierra y 6 km² (2 sq mi) (0,51%) es agua.

### Condados adyacentes
- Condado de Prince Edward (noreste)
- Condado de Lunenburg (este)
- Condado de Mecklenburg (sureste)
- Condado de Halifax (suroeste)
- Condado de Campbell (oeste)
- Condado de Appomattox (noroeste)

## Demografía
En el  censo de 2000, hubo 12.472 personas, 4.951 hogares y 3.435 familias residiendo en el condado. La densidad poblacional era de 26 personas por milla cuadrada (10/km²). En el 2000 había 5.734 unidades unifamiliares en una densidad de 12 por milla cuadrada (5/km²). La demografía del condado era de 65,51% blancos, 32,89% afroamericanos, 0,14% amerindios, 0,16% asiáticos, 0,70% de otras razas y 0,59% de dos o más razas. 1,65% de la población era de origen hispano o latino de cualquier raza. 
La renta promedio para un hogar del condado era de $28.929 y el ingreso promedio para una familia era de $34.830. En 2000 los hombres tenían un ingreso medio de $26.918 versus $20.307 para las mujeres. La renta per cápita para el condado era de $14.717 y el 18,10% de la población estaba bajo el umbral de pobreza nacional.

## Ciudades y pueblos
- Abilene
- Charlotte Court House
- Drakes Branch
- Keysville
- Phenix
- Randolph
- Wren